# Eisenbahnunfall von Nellore
Bei dem Eisenbahnunfall von Nellore geriet am 30. Juli 2012 ein Schlafwagen des Tamil Nadu Express bei Nellore im indischen Bundesstaat Andhra Pradesh in Brand. 32 Menschen starben bei dem Unfall.

## Ausgangslage
Der Tamil Nadu Express war als Zug Nr. 12622 von Neu-Delhi nach Chennai unterwegs. In dem von dem Feuer betroffenen Schlafwagen reisten 72 Menschen auf reservierten Liegen, außerdem befanden sich noch mindestens 6 weitere, ohne Reservierung, im Wagen. Der Zug durchfuhr den Bahnhof von Nellore um 4:15 Uhr und war mit etwa 70 km/h unterwegs.

## Unfallhergang
Um 4:22 Uhr brach in einem Schlafwagen Feuer aus. Der Fahrtwind des Zuges fachte es erheblich an, so dass der Wagen innerhalb von 20 Minuten vollständig ausbrannte. 25 Reisenden gelang es, noch durch den rückwärtigen Ausgang des brennenden Wagens zu entkommen, 10 sprangen von dem noch fahrenden Zug ab und überlebten, 15 andere kamen dabei ums Leben.
Ein Schrankenwärter bemerkte das Feuer im vorbeifahrenden Zug und es gelang ihm, den Zug anzuhalten. Eisenbahnern gelang es, den brennenden Wagen aus dem Zugverband zu lösen und so das Übergreifen des Feuers auf die anderen Wagen des Zuges zu verhindern.

## Folgen
32 Menschen starben, 27 wurden darüber hinaus schwer verletzt.

## Ursache
Die Ursache des Brandes bleibt umstritten. Die örtliche Polizei ging von einem Kurzschluss in dem Schlafwagen aus. Allerdings spricht die Geschwindigkeit, mit der sich das Feuer ausbreitete, und der Fund eines Kerosin-Behälters in den Trümmern des Wagens auch für die Annahme eines Unfalls oder Anschlags.

## Vergleichbare Unfälle
- Eisenbahnunfall von Nancy: Schlafwagenbrand, Frankreich 2002, 12 Tote
- Eisenbahnunfall von Ayyat: Brand eines Zuges, Ägypten 2002, mindestens 383 Tote
- Eisenbahnunfall von Ludhiana: Schlafwagenbrand, Indien 2003, 36 Tote